# Стадион Палогранде
Стадион Палогранде (шп. Estadio Palogrande), је фудбалски стадион који се углавном користи за фудбалске утакмице. Са реновирањем за Светско првенство у фудбалу до 20 година 2011. одржаним у Колумбији, капацитет стадиона је пао на 32.000  гледалаца. Првобитно је изграђен 1936. године, а 1994. је проширен на капацитет од 36.000 гледалаца. За Куп либертадорес 2004. године фудбалски клуб Калдас је одиграо своје домаће утакмице на овом стадиону и освојио Копа либертадорес.

## Историјат стадиона
Изградња стадиона почела је 1930. године, а завршена је 1936. године, за IV Колумбијске националне игре. Архитекта је био Хорхе Аранго Урибе, а првобитни капацитет арене Манизалес био је 16.000 гледалаца. Стадион је 1949. године преименован у част градоначелника Манизалеса Фернанда Лондона Лондона, а под овим именом стадион је био познат све до 1993. године, када је започела његова радикална реконструкција.
Стари стадион је срушен а и остали делови комплекса где је било непропорционално великих дрвених носача између сектора. Међутим, сећање на стари стадион сачувано је у повратку оригиналног назива „Пало Гранде“ се може превести као „велики балван“. Обнову арене почетком деведесетих надгледао је архитекта Хорхе Гитиерез, заједно са Енрикеом Гомезом . Нови кров над ареном је подигнут 1996. године и побољшано је и осветљење. Крај реконструкције обележила је пријатељска утакмица између Онсеа Калдаса и бразилског фудбалског клуба ФК Интернасионал, која је завршена нерешеним резултатом 1:1.